# Лансароте де Фрейташ
Лансароте де Фрейташ (порт. Lançarote de Freitas), також знаний як Лансароте де Лагуш (порт. Lançarote de Lagos) — португальський мореплавець і работорговець XV століття з Лагуша в Португалії. Він очолював два великі португальські рейди по захопленню рабів на західноафриканському узбережжі в 1444–46 роках.

## Передумови

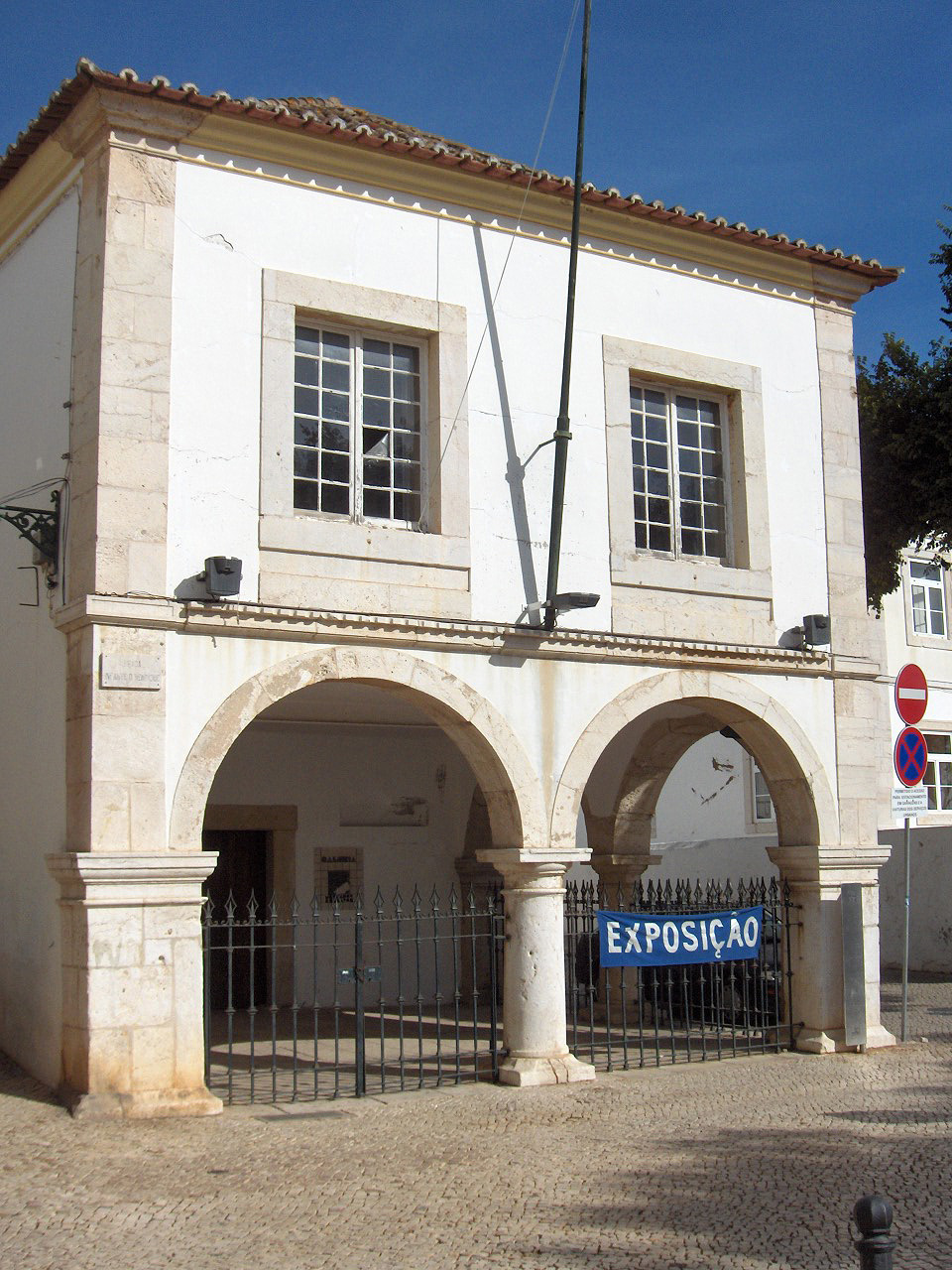
Стара митниця Лагуша, місце першого ринку африканських рабів у Португалії

Лансароте де Фрейташ перебував на посадах зброєносця та камергера в родині португальського принца Енріке Мореплавця. У квітні 1443 року Лансароте був призначений альмоксарифом (митником) міста Лагуш, змінивши на цій посаді свого тестя Соейру да Кошта.
З початку 1430-х років португальський принц Енріке Мореплавець посилав морські експедиції вздовж узбережжя Західної Африки (див. Португальські георгафічні відкриття). Але на початковому етапі ці експедиції приносили дуже мало прибутку. Експедиції пливли здебільшого вздовж суворого узбережжя, зайнятого пустелею Сахара, де не було рослинності та людських поселень. Але в 1443 році Нуну Тріштан, один із капітанів Енріке, повернувся з експедиції з 14 полоненими африканськими тубільцями, берберами Санхаджа з маленького місцевого рибальського поселення, яке він знайшов у затоці Арген (на території сучасної Мавританії). Неглибока банка затоки Арген рясніла рибою, що приваблювало бідних берберів Санхаджа, які мешкали в пустелі, щоб заснувати численні маленькі рибальські поселення на островах і мисах навколо затоки. Це були перші людські житла, на які капітани Енріке натрапили після десятиліття досліджень, і вони здавалися слабкими та вразливими. Перспектива легкого та прибуткового полювання на рабів навколо берегів Аргену викликала інтерес у багатьох португальських купців і шукачів багатства.
Щоб негайно закріпити свої права, у жовтні 1443 року Енріке Мореплавець отримав від свого брата, принца-регента Педру Коїмбрського, патентні листи, які надавали йому виключну монополію на всю навігацію на південь від мису Бохадор, як з метою війни так і торгівлі. Будь-який корабель, який запливав на південь від мису Бохадор без ліцензії, наданої Енріке, міг бути конфіскований. Листи Петра також надавали Енріке королівську п'яту частину та митні збори (десяту частину на імпорт), які зазвичай належать португальській короні, на будь-які африканські товари чи рабів, які доставлялись до метрополії Португалії.
Консорціум торговців Лагуша, який іноді називають Companhia de Lagos («Компанія Лагуша», хоча це, ймовірно, було трохи більше, ніж тимчасове об'єднання торговців, а не зареєстрована компанія в правильному значенні), звернувся до Енріке за ліцензію. Ймовірно, через його тісні стосунки з Енріке лагушські купці обрали Лансароте своїм головою.

## Перший рейд за рабами (1444)

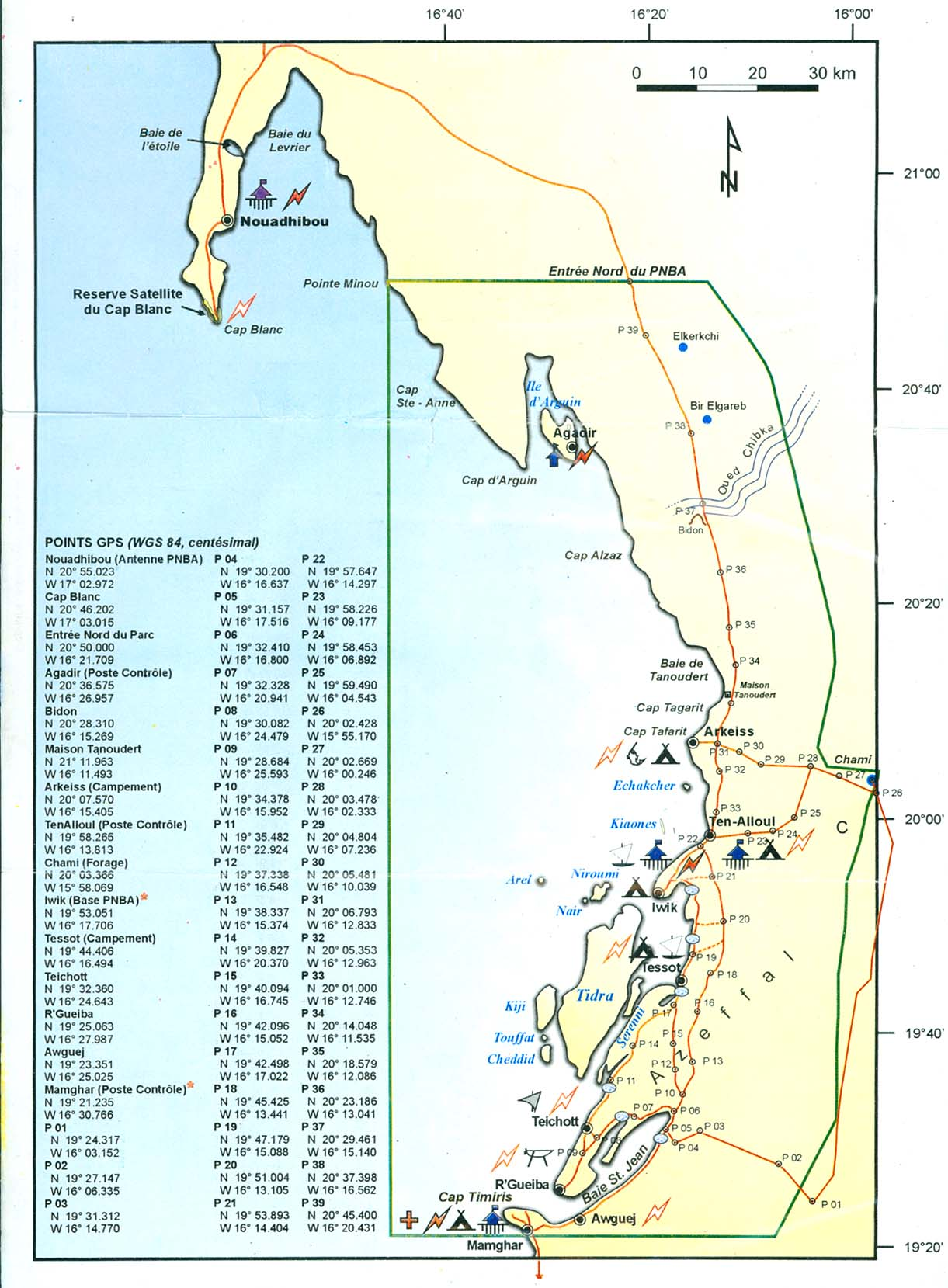
Карта затоки Аргуін

Отримавши ліцензію, компанія Лагуша спорядила флот із шести кораблів і близько тридцяти людей, які вирушили до берегів Аргену навесні 1444 року. В записах зазвичай фігурують такі шість капітанів флотилії:
- 1. Лансароте де Фрейташ
- 2. Жил Іаніш
- 3. Ештеван Афонсу
- 4. Родрігу Алваріш
- 5. Жуан Діаш
- 6. Невизначений (по-різному названий Мартим Вісенте, Жил Вашкеш, Жуан Бернальдес або навіть Гонсалу де Сінтра).

У своїх мемуарах, написаних значно пізніше, Діогу Гоміш стверджував, що також був учасником цієї експедиції.
Флот Лансароте попрямував прямо до південного краю затоки Арген, де згідно з інформацією, отриманої від полонених Нуну Тріштана, можна було знайти густонаселені рибальські поселення. Вони прибули в Арген у червні 1444 року. Передсвітанковий наліт на Нар (острів Найр) приніс перших захоплених рабів. За цим здійснили набіги на більший сусідній острів Тидер (острів Тідра) і Черіна (півострів Серені). Лише за кілька днів флот Лагошу захопив близько 235 беззахисних берберів. Населення, що залишилося, втекло з прибережних поселень і сховалося у внутрішніх районах, тому залишатись далі в цьому районі не мало сенсу. На початку серпня 1444 року флот повернувся до Лагуша з людським вантажем.
Видовище висадки, розподілу та продажу аргенських рабів у Лагуші в присутності принца Енріке, що верхи на коні спостерігав за цим процесом, в подробицях описано у хроніці Гоміша де Зурара. За цей прибутковий набіг Лансароте на місці був посвячений Енріке у лицарі (8 серпня 1444 р.). За словами Зурари, Енріке віддав свою власну частку — приблизно 46 поневолених рабів, на які він мав право як ліцензіар експедиції — своїм капітанам і слугам.

## Другий рейд (1445/1446)
Лансароте організував другий флот Лагушу для ще одного великого рейду рабів у 1445 (або 1446) році. Флот Лагушу складався з 14 кораблів, капітани яких зазвичай вказуються як:
- 1. Лансароте де Фрейташ
- 2. Соейру да Кошта (алькаїд Лагосу та тесть Лансароте)
- 3. Алвару де Фрейташ (ймовірно, родич Лансароте)
- 4. Гоміш Піріш (капітан королівської каравели)
- 5. Родрігу Іаніш Травассуш (з родини регента Педру Коїмбрського),
- 6. лицар, знаний як Палансану (на борту фусти)[11]
- 7. Вісенте Діаш з Лагуша
- 8. Мартім Вісенте
- 9. капітан на прізвисько Пікансу (є припущення, що це був Діогу Гоміш)[12]
- 10. Лоренсу Діаш

і, менш імовірно:
- 11. Діогу Гонсалвіш,
- 12. Педру Алеман,
- 13. Жил Гонсалвіш,
- 14. Леонель Жил (син Жила Іаніша).

За словами Зурари, у складі цього флоту також перебували Жил Іаніш та Ештеван Афонсу.
Вирушивши в серпні 1445 (або 1446) року, флот Лансароте був лише одним із кількох флотів, які того року вирушили з Португалії до берегів Аргена. Потрапивши в погані погодні умови, Лансароте прибув до мису Блан, лише з дев'ятьма кораблями, які залишилися разом, а решта відстали чи загубились. Він пройшов до північного краю берегів Аргену, зупинившись на ілья-дас-Грасас (невідомо, можливо, острів Мадлен або острів Пеліканів). Там Лансароте зустрів корабель Вісенте Діаша, який загубився під час непогоди і зустрів невеликий флот із трьох лісабонських кораблів на чолі з Дінішом Іанішем де Гра, який прийшов перед ними та спустошив поселення, що залишилися. на північному краю затоки, захопивши близько 100 бранців. За пропозицією Гра, флот Лансароте, який налічував уже тринадцять кораблів (тільки про місцезнаходження фусти Палансано не було відомостей), знову напав на острів Арген, захопивши чотирьох полонених. Потім вони попрямували до південного краю затоки Арген, викравши 57 людей біля Тидера та ще п'ять осіб десь нижче (можливо, навколо мису Тімріс). Оскільки елемент несподіванки зник, а основна частина населення вже втікла з небезпечного узбережжя, полонені Лансароте були переважно представниками берберського племені Санхаджа, які вирішили залишитися та вступити в бій з португальцями.
Незадоволений «мізерною» кількістю людей, яку вони захопили, і розуміючи, що затока Арген стала вже надто спустошеною, щоб намагатись тут захопити когось ще, Лансароте вирішив направити свій флот на південь, щоб здійснити набіг на землі народу Волоф в Сенегалі, які були відкриті Нуну Тріштаном та Дінішем Діашем за рік до того і де ще не здійснювались рейди по захопленню рабів. Однак не всі його кораблі були готові до подорожі, на деяких з них бракувало припасів. У результаті Лансароте розділив свій флот, взявши з собою лише шість або сім каравел, а решта кораблів відправив назад до Лагуша під командуванням Соейру да Кошта (декілька з них на шляху додому здійснили несанкціонований набіг за рабами на Канарських островах Ла-Пальма і Гомера).
Незабаром ескадра Лансароте прибула до мису Барбері в гирлі річки Сенегал, яке ще не було досліджене європейцями. Лансароте відправив Ештевана Афонсу та Вісенте Діаша на човні для пошуку поселень вище по річці. Розвідка не зайшла дуже далеко. Наважившись зійти на берег в одній точці уздовж берега річки, Афонсу викрав двох дітей Волоф із хатини місцевого лісника, щоб їх батько нагнав і люто побив. Ледве врятувавшись із життям, човен негайно повернувся (з двома викраденими дітьми) до каравел, що чекали.
Відправивши ще одну каравелу до Лагуша, Лансароте продовжив рух із п'ятьма кораблями, що залишилися, щоб обійти Зелений мис і увійти в затоку Дакар. Під час обходу мису флотилія зробила коротку зупинку на острові (імовірно острови Мадлен), де вони знайшли багато диких кіз і трохи прісної води. Потім вони пройшли в затоку і висадилися на другому острові — острові Горе (позначений на португальських картах як Bezeguiche). Острів був незаселений, і вони дивувалися великим широким деревам (ймовірно, баобабам). Але вони також знайшли ознаки попередньої присутності людини — кілька козлячих шкур і різьблений знак з девізом Енріке Мореплавця (Talent de bien faire). Їх залишив на острові Горе Алвару Фернандіш, португальський дослідник з Мадейри, який відвідав до острів лише кілька тижнів тому. Під час свого перебування Алвару Фернандіш намагався захопити кілька місцевих каное в затоці Дакар, внаслідок чого представники племені волоф (або, ймовірніше, лебу) на материку вже були напоготові та зі зброєю в руках проти прибулих кораблів флоту Лансароте. З воїнами Волофа, зібраними на березі, португальці не наважувалися висаджуватися ще день і ніч. Нарешті, щоб вийти з глухого кута, Лансарот послав Гоміша Піріша на човні на берег, сподіваючись розпочати переговори з місцевими вождями. Піріш встиг розкласти на пляжі подарунки (дзеркало, торт, папір тощо) і піти. Але замість цікавості чи захвату, воїни Волоф вийшли й сердито знищили подаровані товари своїми списами. Гоміш Піріш наказав португальцям підготувати арбалети. Вони знову підійшли до берега, але їх зустрів град ассегаїв і отруєних стріл тубільців і португальці були змушені відступити.
Їхня перша стратегія була зірвана, Лансароте та португальські капітани провели нараду на Горе. За словами Барруша, капітани погодилися здійснити рейд на села Волоф на материку «в стилі» Аргену. Але це зійшло нанівець. Перш ніж вдалося організувати атаку, раптовий шторм огорнув територію (ураган Кабо-Верде ?) і витіснив португальські каравели з Дакарської затоки, розкидаючи їх у різних напрямках. (Зурара не повідомляє про заплановану атаку чи шторм; він каже, що просто португальські капітани вирішили, що їм слід відпливти, плисти назад на північ і знову спробувати щастя на річці Сенегал).
Погана погода наздогнала їх при виході з Дакарської бухти і розділила флот. Лансароте вдалося утримати дві каравели (Алвару де Фрейташ і Вісенте Діаша) разом зі своїм, але втратив з поля зору два кораблі, що залишилися. Можливо, усвідомлюючи, що їх зараз занадто мало, щоб розпочати атаку на материк Волоф, тріо Лансароте проскочило річку Сенегал і відпливло назад до берегів Аргену. Трійця знову кинула якір в Тидері та взяла ще 59 полонених, перш ніж повернутися до Лагуша. Решта двох кораблів (Гоміша Піріша і Лоуренсу Діаша) повинні були самостійно повертатися до Португалії. По дорозі Гоміш Піріш зробив коротку зупинку на мисі Блан і купив у кількох берберських торговців шкури тюленів і чорного раба. Перш ніж повернутися до Португалії, Піріш пообіцяв повернутися в те саме місце наступного року, а берберські торговці пообіцяли привезти йому достатньо рабів, золота та інших товарів, щоб наповнити його корабель. Лише Лоуренсу Діаш справді потрапив у річку Сенегал, але, зрозумівши, що він залишився один, вирішив розвернутися та поплисти наодинці додому.

## Наслідки
За кількістю полонених друга рабовласницька експедиція 1445/6 стала певним «розчаруванням» (принаймні порівняно з результатами першого рейду  1444 року). Перспективи майбутніх набігів по захопленню рабів здавалися непевними. Узбережжя затоки Арген було спустошено і було малоймовірно, що берберське населення знову повернеться на узбережжя у значній кількості або дозволить себе захопити зненацька. Розташоване далі на південь узбережжя Сенегалу, де мешкали темношкірі племена народності волоф, було населене щільніше, але волоф були надто сильним і обережним  для невеликих груп португальських мисливців за рабами. Щоб рейди по полюванню за рабами були успішними, необхідний був елемент несподіванки, що тепер означало плавання значно нижче Сенегалу до нових «мисливських угідь» — триваліших експедицій, які вимагали, ймовірно, більше запасів і капіталу, ніж ті, які були готові передати купці Лагуша або капітани, які бажали зайнятись цим промислом. Вбивство Нуну Тріштау та його команди наступного року (1446 або 1447), ймовірно, послабило будь-який залишковий ентузіазм серед лагушських купців щодо відновлення набігів за рабами.
Здається, що португальські рейди за рабами були припинені після 1447 року (хроніка Зурари закінчується тут). Враховуючи зростання витрат і жертв, здається, після цього португальці перейшли від набігів на рабів до работоргівлі. Принц Енріке наказав звести постійну факторію на острові Арген до 1450 року, щоб підключитися до транссахарської торгівлі рабами та золотом, що надходили по суші з Гвінеї. Работорговець і дослідник Альвізе Кадамосто, який подорожував до Західної Африки в 1455 році за ліцензією Енріке, надає деякі подробиці торгівлі в Аргені. Він зазначив, що для збереження миру навколо Аргена принц Генрі ввів заборону на будь-яке подальше викрадення берберського народу Санхаджа і дозволив лише придбання чорношкірих африканських рабів-язичників шляхом торгівлі.
У своїх мемуарах Кадамосто стверджує, що португальці також домовилися про створення торгових постів з королівствами Волоф Ваало і Кайор уздовж узбережжя Сенегалу. Існує припущення, що Лоуренсу Діаш, один із капітанів рейду Лансароте 1445/46 рр., повернувся до регіону Сенегал (десь між 1448 і 1455 рр.) і домовився про мир і торговельні угоди з державами народності волоф. Згодом у цьому регіоні відкрилася регулярна торгівля, португальці обмінювали середземноморські товари (зокрема, коней) на рабів і золото. Це можна назвати початком атлантичної работоргівлі.
За оцінками Кадамосто, в середині 1450-х років нові торгові станції в Аргені та Сенегалі мали закуповувати і постачати до Португалії 700—800 африканських рабів щорічно. Рейди по захопленню рабів, які відбувались у 1444-47 роках, надалі не повторювались. Немає записів про те, щоб будь-який португальський корабель знову пропливав південніше Зеленого мису протягом майже десяти років (до експедиції Кадамосто в 1455 році).

## Подальше життя
Небагато відомо про Лансароте де Лагуш після його другого рейду 1445/46 років. Він продовжував працювати митником (порт. almoxarife) у Лагуші. Отримавши лицарське звання після своєї першої експедиції, Лансароте був підвищений регентом Педру до «коделя» Лагуша в травні 1446 року. Існують документи, які свідчать про те, що Лансароте організовував і відправляв кораблі з провіантом з Лагуша до Сеути між 1452 і 1455 роками. Записи показують, що Лансароте був ще живий у травні 1463 року, після чого про нього не залишилося жодних повідомлень.

### Хроніки
- Alvise Cadamosto (wr. 1460s, pub. 1507) «Il Libro di Messer Alvise Ca da Mosto Gentilhuomo Venetiano», as printed in Venice (1550), by Giovanni Battista Ramusio[en], ed., Primo volume delle navigationi et viaggi nel qua si contine la descrittione dell'Africa. online (English translation: «Original Journals of the Voyages of Cada Mosto and Piedro de Cintra to the Coast of Africa, the former in the years 1455 and 1456, and the latter soon afterwards», in R. Kerr, 1811, A General History of Voyages and Travels to the end of the 18th century, vol. 2, Edinburgh: Blackwood. online)
- Diogo Gomes (c.1499) De prima inventione Guineae [trans. by Gabriel Pereira (1898-99) as «As Relações do Descobrimento da Guiné e das ilhas dos Açores, Madeira e Cabo Verde» in Boletim da Sociedade de Geografia de Lisboa, no. 5.
- João de Barros (1552–59) Décadas da Ásia: Dos feitos, que os Portuguezes fizeram no descubrimento, e conquista, dos mares, e terras do Oriente. Vol. 1 (Dec I, Lib.1-5)
- Gomes Eanes de Zurara (1453) Crónica dos feitos notáveis que se passaram na Conquista da Guiné por mandado do Infante D. Henrique or Chronica do descobrimento e conquista da Guiné. [Trans. 1896-99 by C.R. Beazley and E. Prestage, The Chronicle of the Discovery and Conquest of Guinea, London: Halykut]
- Manuel de Faria e Sousa[en]  (1675) «Empieça la Memoria de todas las Armadas», in Asia Portuguesa, Vol. 3, p.525-61 61

### Вторинні
- Cortesão, Armando (1931) «Subsídios para a história do Descobrimento de Cabo Verde e Guiné», Boletim da Agencia Geral das Colonias, No. 75. As reprinted in 1975, Esparsos, vol. 1, Coimbra
- Diffie, Bailey W., and George D. Winius (1977) Foundations of the Portuguese empire, 1415—1580 Minneapolis, MN: University of Minnesota Press
- Magalhães Godinho, Vitorino (1983) Os descobrimentos e a economia mundial, 2nd ed., v.4.
- Quintella, Ignaco da Costa (1839–40) Annaes da Marinha Portugueza, 2 vols, Lisbon: Academia Real das Sciencias. vol. 1
- Oliveira, Aurelio de (2002) "«Diogo Gomes: trato e diplomacia ao serviço da Expansão», Revista da Faculdade de Letras, Porto, p.163.
- Rau, Virginia, and Diffie, B. W. (1953) «Alleged Fifteenth — Century Portuguese Joint — Stock Companies and the Articles of Dr. Fitzler» , Bulletin of the Institute of Historical Research, v.26, p.181
- Russell, Peter E. (2000) Prince Henry 'the Navigator': a life. New Haven, Conn: Yale University Press.
- Teixera da Mota, Avelino (1946) «A descoberta da Guiné», Boletim cultural da Guiné Portuguesa, Vol. 1. No. 1 (Jan), p.11-68, No. 2 (Apr), p.273-326; No. 3 (Jul), p.457-509.